# O tempora, o mores!

Цицерон засуджує Катіліну, фреска Чезаре Маккарі(Cesare Maccari), 1882—1888

O tempora, o mores! (лат., дослівно — О, часи, о, звичаї!, сутнісно — Що за часи, що за звичаї!? також О, часи, о, моралі!) — відомий вислів Цицерона (лат. Marcus Tullius Cicero) у четвертій книзі другої промови проти Верреса (глава 25) і першої промови проти Луція Сергія Катіліни (лат. Lucius Sergius Catilina).

## Історія
У своїй вступній промові проти Катіліни, Цицерон висловлює жаль з приводу корупції і падіння моралі. Цицерон розчарований тим, що, незважаючи на всі докази вини Катіліни, який був у змові з метою вбити консулів, усунути сенаторів й проголосити консулом себе, а також вбити Цицерона, ультиматум сенату (лат. senatus consultum ultimum) щодо Катіліни не був виконаним. Цицерон переходить до опису різних ситуацій протягом всієї римської історії, коли консули карали змовників на смерть, маючи набагато менше доказів.
Розкриваючи деталі змови Катіліни на засіданні сенату в присутності останнього, Цицерон цією фразою виражає обурення як нахабством заколотника, що посмів буденно з'явитися в сенат, так і бездіяльністю влади стосовно державного злочинця, який задумував загибель Республіки.
|  | О, часи, о, звичаї! Сенат це розуміє, консул бачить; проте, однак, ця [людина ще] жива. Жива? Понад то, він навіть з'являється в сенаті, бере участь в загальнодержавній нараді; […] ми ж, державні мужі, вважаємо, що достатньо зробили для республіки, якщо [самі] уникнули його люті і зброї. |

Сьогодні сентенція цитується в подібних ситуаціях для констатації падіння моралі, осуду цілого покоління, підкреслення нечуваного характеру події, але, зазвичай, з відтінком іронії або жарту.

## Переклади українською мовою
Перший повний переклад сучасною українською мовою
У 2025 році Микола Овчаров виконав перший переклад Першої промови Ціцерона проти Катіліни сучасною українською літературною мовою. Цей переклад примітний особливою увагою до ораторських прийомів та ритміки тексту, оскільки перекладач підходив до роботи з позиції практика публічних виступів.
Особливості перекладу фрази

Овчаров відійшов від традиційного перекладу «О часи, о звичаї!» і запропонував варіант «О часи, о моралі!». Свій вибір він обґрунтовує глибшим змістовним навантаженням:
«Звичаї — це переважно зовнішні прояви поведінки, обряди та традиційні дії. Мораль же — це система цінностей, що вкорінена в свідомості суспільства, внутрішні принципи, які визначають сутність людини та спільноти. У контексті промови Ціцерона важливо, що він апелює не просто до порушення зовнішніх правил поведінки, а до руйнування фундаментальних основ суспільства.»
Перекладач зазначає, що Ціцерон звертається до пращурів, богів і найглибших цінностей римської цивілізації, тому слово «моралі» точніше передає драматизм ситуації та глибину занепокоєння оратора станом римського суспільства.